# Dobrava, Ruda
Dobrava (nemško Dobrowa) je naselje v Občini Ruda v Okraju Velikovec na Koroškem v Avstriji.